# Vaugondry
Vaugondry es una localidad y antigua comuna suiza del cantón de Vaud, situada en el distrito de Jura-Nord vaudois. Desde el 1 de julio de 2011 hace parte de la comuna de Tévenon.

## Historia
El lugar fue mencionado por primera vez en 1694 bajo el nombre de Vaugondry. La comuna formó parte hasta el 31 de diciembre de 2007 del distrito de Grandson, círculo de Grandson. La comuna mantuvo su autonomía hasta el 30 de junio de 2011. El 1 de julio de 2011 pasó a ser una localidad de la comuna de Tévenon, tras la fusión de las antiguas comunas de Fontanezier, Romairon, Vaugondry y Villars-Burquin.

## Geografía
La antigua comuna limitaba al oeste y norte con la comuna de Villars-Burquin, al noreste con Romairon, al sureste con Champagne, y al suroeste con Fontaines-sur-Grandson.